# Bernard II de Comminges
Pour les articles homonymes, voir Bernard de Comminges.
Bernard II de Comminges (mort entre 1149/1150 et 1153) a été brièvement comte de Comminges (après 1145-avant 1153) au milieu du XIIe siècle.

## Éléments biographiques
Bernard II est le fils aîné de Bernard Ier, comte de Comminges et de son épouse Dias, héritière de Muret et de Samatan. Il succède à son père à la tête du comté après sa mort, survenue après 1145.
En 1149-1150, il fait don à la jeune abbaye cistercienne de Bonnefont des terres de Quérillac, Brogal et La Rue.
Il meurt sans doute jeune et sans postérité, puisque son frère Dodon (Bernard III) (ca) porte le titre de comte dès 1153.
Bernard II est le premier membre connu de la famille comtale de Comminges à être inhumé à l'abbaye de Bonnefont; trois autres comtes vont plus tard y avoir leur sépulture : Bernard V (†1241), Bernard VI († avant 1300) et Bernard VII (†1312),.